# Koerier

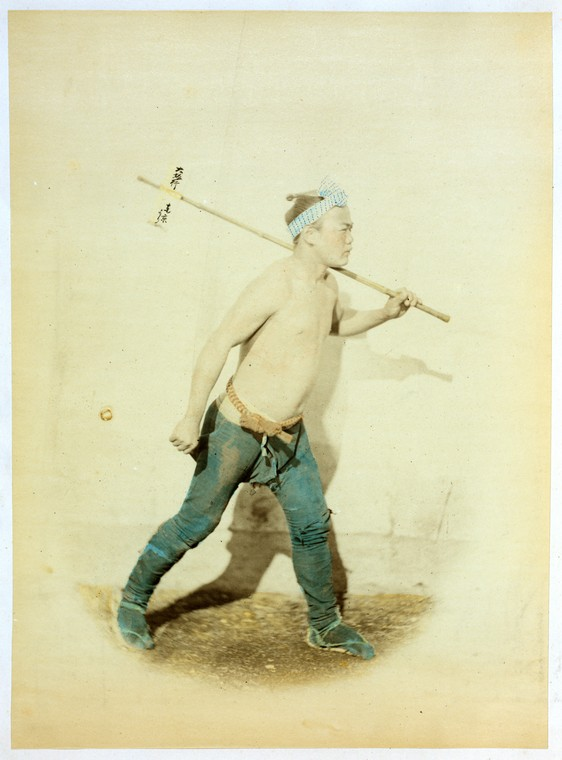
Een historische Japanse prent van een koerier

Een koerier is iemand die in opdracht berichten of kleine hoeveelheden goederen bezorgt.

## Historiek
Voordat er een systeem van postbezorging bestond bezorgde de koerier brieven en pakketten. Het eerste gedocumenteerde gebruik van een georganiseerde koeriersdienst voor het versturen van brieven is in het Oude Egypte. In 2400 v.Chr. hadden de farao's koeriers in dienst voor het verspreiden van de regels en wetten in hun gebied. Dit had zijn oorsprong waarschijnlijk in een systeem van mondelinge overdracht, en zou dus gebaseerd kunnen zijn op een al bestaande infrastructuur.

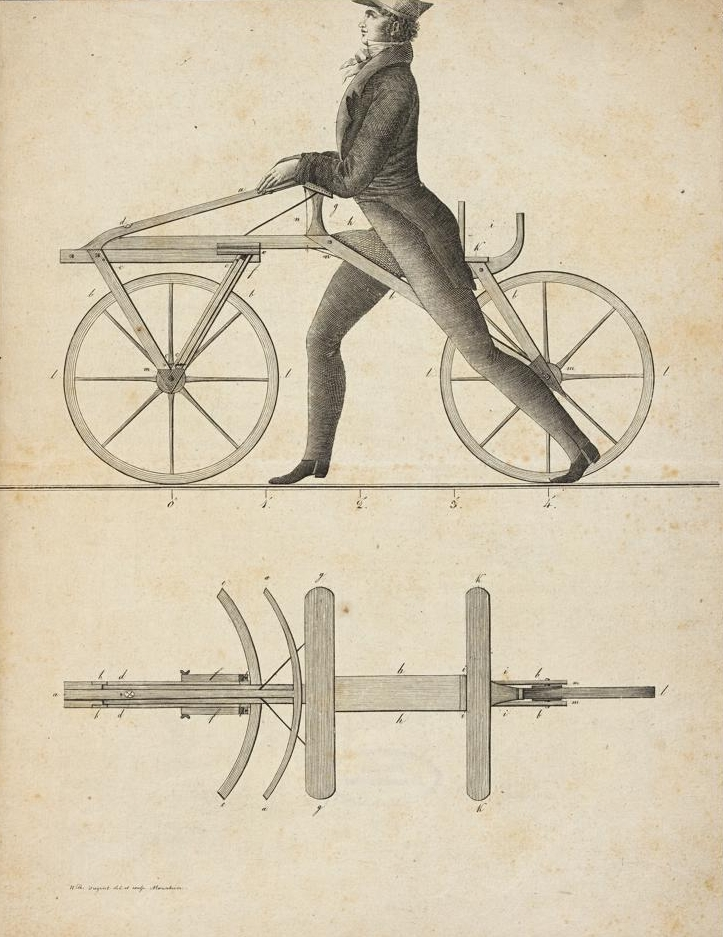
Militair koerier in 1817 op een draisine

De term koerierster, vrouwelijke koerier, had in de Tweede Wereldoorlog een specifieke betekenis. Koeriersdiensten voor het verzet werden vooral door jonge vrouwen uitgevoerd. Voorbeelden van door hen uitgewisselde goederen zijn: illegale bladen, bonkaarten, valse identiteitspapieren en ook wapens.

## Moderne koerier

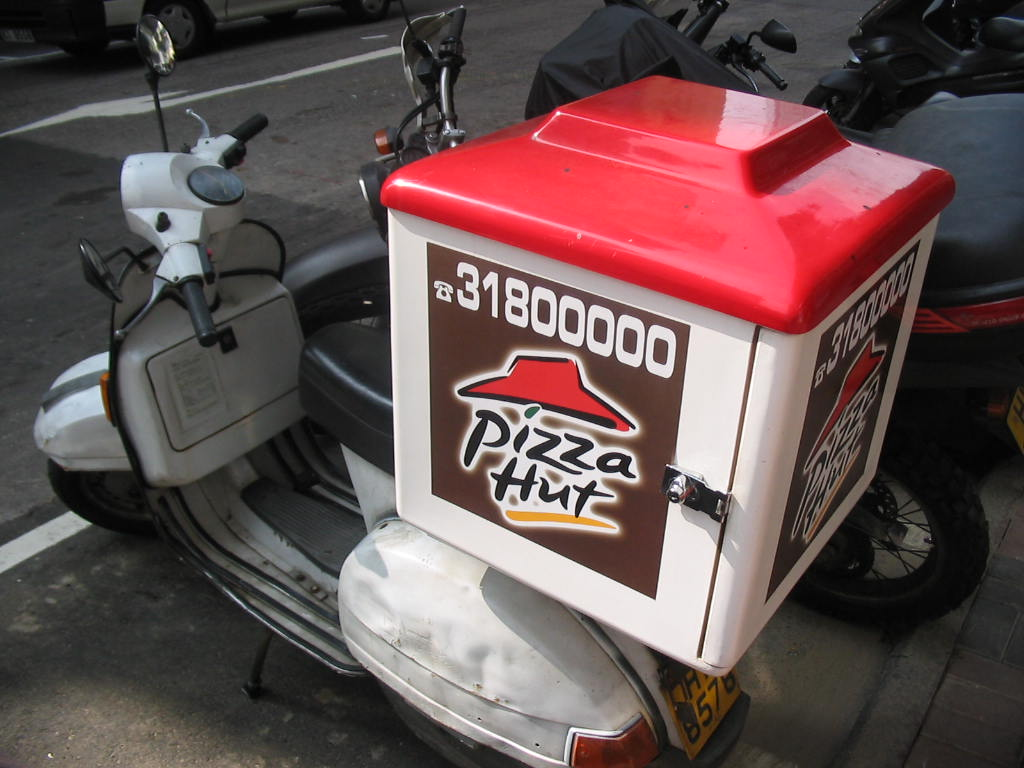
Scooter van een pizzakoerier van Pizza Hut

Een koerier is een vervoerder die na aanvraag op korte termijn allerhande zendingen vervoert, bijvoorbeeld maaltijden ('pizzakoerier'). Soms kan gekozen worden voor verschillende snelheden van vervoer. Voor de ene opdrachtgever is de 'snelheid' (spoed) van het vervoer het belangrijkst, terwijl voor de andere klant 'precies op tijd' en/of de persoonlijke begeleiding van een chauffeur 'van deur tot deur' het belangrijkste is. In de laatste gevallen kan de koeriersdienst 'ad hoc' transporten combineren en ontstaat er een lagere prijs. Koeriersvervoer vindt plaats met allerlei voertuigen van fiets tot vrachtwagen.

### KEP
Een term die in het kader van het gebruik van koeriersvervoersmiddelen wel gebruikt wordt is 'KEP'. Deze afkorting staat voor Koeriers-, Expresse- en Pakketdiensten. Hierbij maakt men onderscheid tussen verschillende kwaliteitsklassen van vervoer met verschillende daarbij behorende prijzen. De eerste vervoersspecialisatie kent een lage 'stoppenfrequentie' en de laatste een hoge 'stoppenfrequentie'. Met 'stoppenfrequentie' wordt de hoeveelheid door de vervoerder te bezoeken afhaal- en afleveradressen binnen een bepaalde straal en tijdseenheid bedoeld.

### Expressedienst
Een expressedienst vervoert goederen via een uitgekiend transportsysteem gebaseerd op 'overslag'. Het is gebaseerd op de beroemde estafettediensten, die het vele eeuwen geleden al mogelijk maakten door onderweg te wisselen van ijlbode (mens), paard of postkoets over grote afstanden berichten over te brengen in een relatief zeer korte tijd. Dagelijks worden goederen in een regio opgehaald en naar een centraal overslagpunt in de regio getransporteerd. In de nacht worden deze goederen gesorteerd en vervoerd naar overslagpunten in andere regio's of zelfs andere landen. Van daaruit worden ze dan weer via de 'spaken' naar de afleveradressen getransporteerd. Bedrijven als DHL,TNT, FedEx en UPS hebben deze vervoersvorm internationaal op de kaart gezet. Om marketingredenen wordt de term 'koerier' of 'courier' soms onterecht geclaimd. Deze term geldt alleen voor 'van deur tot deur' vervoer zonder overslagpunt(en). Ook lokale netwerken van samenwerkende koeriersdiensten en vrachtbedrijven bieden naast koeriersdiensten (dagvervoer) ook gesystematiseerde expressediensten (nachtvervoer) aan.

### Pakketdienst
Een pakketdienst lijkt qua structuur op de expressedienst, alleen gaat het qua hoeveelheid zendingen nu om de zeer grote aantallen. Waar bij expressediensten de waarde van de zending, de onvervangbaarheid en de aflevertijd het belangrijkst zijn, heeft dat bij pakketdiensten een lagere prioriteit. Bij pakketdiensten gaat het erom de veelal gemakkelijk vervangbare en minder kostbare goederen op tijd te leveren tegen een zo laag mogelijke prijs. De kwaliteit van pakketdiensten met hun megastroom goederen gaat steeds meer richting expressediensten en die laatsten 'knabbelen' weer aan de 'naam' en het 'kwaliteitsniveau' van koeriersdiensten. Maar vaak is het alleen een 'marketing' claim op een meer hoogwaardige dienst, die men feitelijk lang niet altijd levert.

## Typen koeriers

### Fietskoerier

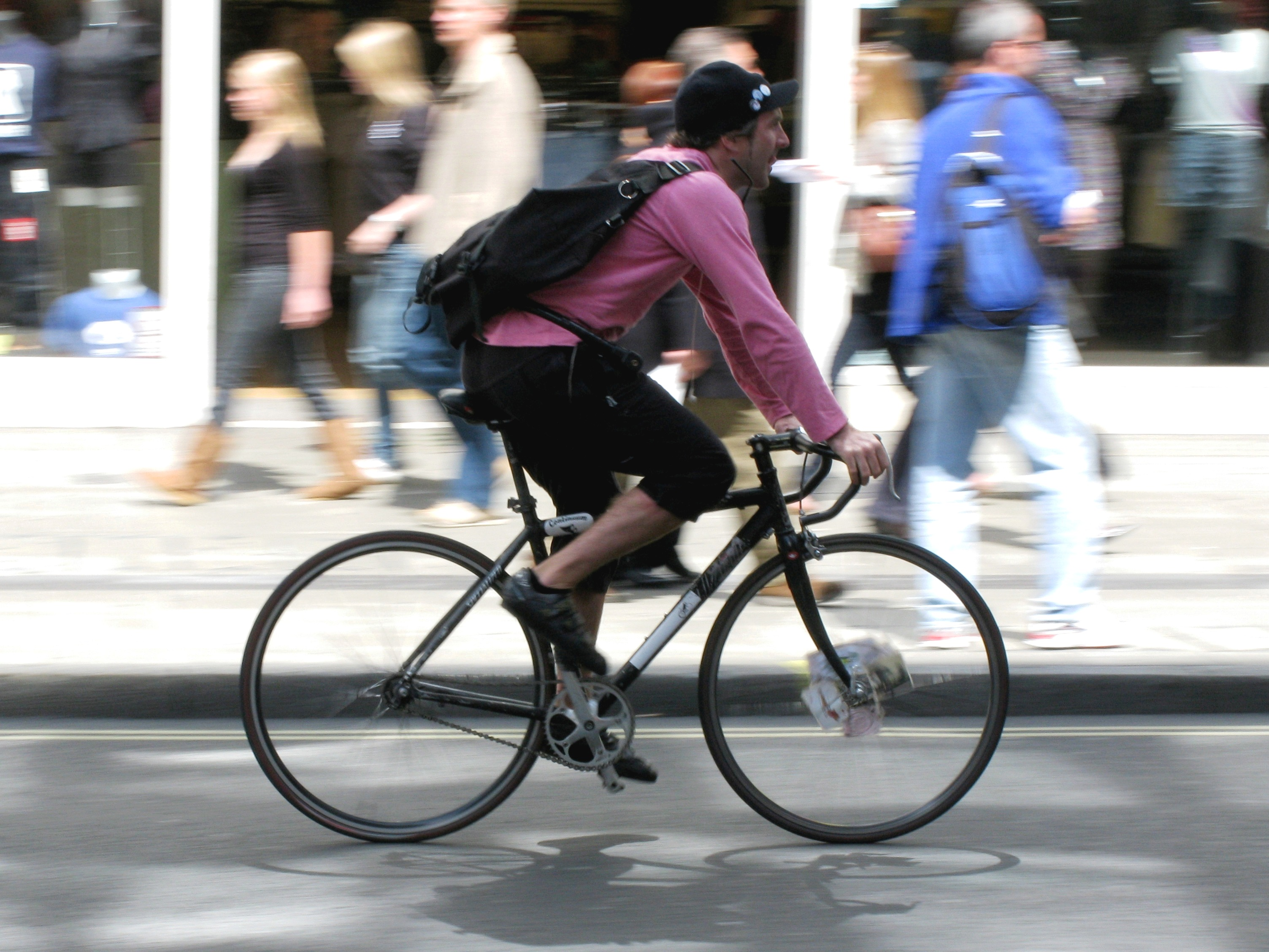
Fietskoerier in Londen

Een fietskoerier is een persoon die per fiets kleine goederen zoals pakketjes en brieven of maaltijden bezorgt. Koeriersdiensten per fiets vinden vooral plaats in stedelijke gebieden. Meer en meer worden ook zwaardere pakketten met (elektrische) transportfietsen uitgevoerd. Een veel voorkomend type fietskoerier is de maaltijdbezorger.

### Taxikoerier
Ook de particuliere taxi wordt zowel door de zakelijke als de particuliere markt regelmatig ingezet voor (al dan niet spoed-) koeriersdiensten. Een taxi is eigenlijk voor personenvervoer bedoeld en goederenvervoer wordt normaal gesproken door goederenvervoerders uitgevoerd. De taxi heeft qua route en belasting een aantal privileges, die de exploitant kan verliezen als onterecht met de voor personenvervoer bedoelde voertuigen goederenvervoer wordt uitgevoerd.

## Sociaal statuut
Koeriers werken in dienstverband, als schijnzelfstandige, als zelfstandige of als freelancer. Maaltijdbezorging is vaak een studentenjob.

### Nederland
Of maaltijdbezorgers al dan niet in loondienst werken, zorgt in Nederland voor controverse, met tegenstrijdige rechtszaken als gevolg. 

### België
Van koeriers in loondienst wordt meestal alleen een getuigschrift secundair onderwijs en een rijbewijs-B gevraagd. Zelfstandige koeriers die zijn ingeschreven als zelfstandige moeten bovendien beschikken over een bestelwagen met aangepaste verzekeringen, en een vervoersvergunning voor goederenvervoer over de weg aanvragen.
Om sociale uitbuiting tegen te gaan krijgen pakjeskoeriers vanaf 2024  minstens 32,77 euro bruto per uur. “De minimumvergoeding is uniek in Europa”, volgens minister Petra De Sutter.
Maaltijdkoeriers van Deliveroo werden in een arrest van het Brusselse Arbeidshof niet beschouwd als zelfstandigen, maar wel als werknemers. Het hof draaide daarmee een uitspraak in eerste aanleg van de arbeidsrechtbank terug. Deliveroo zou in cassatieberoep gaan.

### Europese Unie
Op 9 december 2021 stelde de Europese Commissie een ontwerp-richtlijn voor “om de arbeidsomstandigheden van mensen die via digitale arbeidsplatformen werken, te verbeteren”. In februari 2024 was echter nog geen overeenstemming bereikt om de richtlijn goed te keuren.

## In de media
- In Sorry We Missed You[7] brengt filmregisseur Ken Loach het stresserende leven van een zelfstandige Britse pakjeskoerier tot leven.